# 心诚和尚
心诚和尚（？—1899年12月24日），清朝末年义和拳首领，山东高唐后杨庄人，原名杨照顺，又名杨天顺、杨顺添、杨绪露，绰号铜头和尚。
早年出家在山东禹城丁家寺为僧，字心诚，又称本明和尚。自幼家贫，精习刀枪拳技，后在禹城丁家寺设场练拳。他和活动在茌平一带的朱红灯往来密切，共同组织拳民反洋教斗争，使禹城、高唐、长清、茌平等地义和拳斗争联成一片。光绪二十五年秋九月（1899年10月），平原县杆子李庄拳民与教堂势力发生冲突，他和朱红灯、余清水等率众至平原县杠子李庄，协助当地拳民首领李长水。然后，他们击退了前来镇压的平原知县蒋楷所率捕役与马队百余人。率义和团团众烧毁苗林天主教堂。又在平原森罗殿打退山东巡抚毓贤所派清军的进攻。与朱红灯议定大闹茌平，影响邻县的计划。于是至茌平，“以为后劲”。与茌平义和团首领朱红灯至茌平张官屯教堂（大张庄教堂），逮捕主教王观杰，予以严惩。又和朱红灯率部转战禹城、长清、茌平、博平等地，并且接连击败清军。清军收买了他的外甥，探悉他转移到家乡，十月二十一日（11月23日），清军游击马金叙包围后杨庄，将他逮捕。十一月二十二日（1899年12月24日），与朱红灯等同时在山东济南被处决。